# Rodolfo Rodríguez
Rodolfo Sergio Rodríguez Rodríguez (Montevideo, 1956. január 20. –) uruguayi válogatott labdarúgókapus.

## Pályafutása

### Klubcsapatban
Pályafutását a Cerro csapatában kezdte. 1976-ban a Nacionalhoz igazolt, ahol egészen 1984-ig játszott. Az uruguayi bajnokságot háromszor (1977, 1980, 1983) nyerte meg a Nacional színeiben. 1980-ban Copa Libertadores és Copa Interamericana győztes lett.
1984-ben a brazil Santos szerződtette, mellyel megnyerte a São Paulo állami bajnokságot. 1988-ban a portugál Sporting csapatához távozott, de mindössze egy szezont játszott itt. 1990-ben visszatért Brazíliába a Portuguesa csapatához. Két évvel később a Bahia igazolta le. 1993-ban és 1994-ben csapatával megnyerte a Baiano állami bajnokságot.

### A válogatottban
1976 és 1986 között 78 alkalommal szerepelt az uruguayi válogatottban. Tagja volt az 1980-as Mundialiton és az 1983-as Copa Américan győztes válogatott keretének. Részt vett még az 1979-es Copa Américan és az 1986-os világbajnokságon.

## Sikerei
Nacional
- Uruguayi bajnok (3): 1977, 1980, 1983
- Copa Libertadores (1): 1980
- Copa Interamericana (1): 1980

Santos
- Paulista bajnok (1): 1984

Bahia
- Bahia bajnok (2): 1993, 1994

Uruguay
- Mundialito (1): 1980
- Copa América (1): 1983

## Külső hivatkozások
- Rodolfo Rodríguez – a FIFA adatbázisában
- Rodolfo Rodríguez adatlapja a National-Football-Teams.com oldalon (angolul)

- Rodolfo Rodríguez (angol nyelven). FootballDatabase.eu
- Rodolfo Rodríguez adatlapja a worldfootball.net oldalon (angolul)
- Rodolfo Rodríguez (német nyelven). kicker.de